# Chiesa di San Michele (Banari)
La chiesa di San Michele è un edificio religioso situato a Banari, centro abitato della Sardegna nord-occidentale.

È consacrata al culto cattolico e fa parte della parrocchia di San Lorenzo, arcidiocesi di Sassari.
Edificata nel dodicesimo secolo in forme romaniche ha subito diversi rimaneggiamenti. Durante scavi effettuati alla fine dell'800 vennero portati alla luce alcune reliquie ed in particolare una pergamena riportante un'iscrizione in lingua latina tradotta come: « Anno del Signore 23 dicembre 1320 quest'altare è stato consacrato ad onore dell'onnipotente Iddio e del beato Michele arcangelo per mano del venerabile padre Guantino per grazia di Dio vescovo di Sorres ».